# Zlatovrane
Zlatovrane (lat. Coraciidae) su porodica ptica iz reda modrivrana. Po izgledu podsjećaju na vrane, ali po boji i ponašanju su slične ostalim pripadnicima reda mordrivrana. Ova porodica se sastoji od dva roda, Coracias i Eurystomus.

## Rasprostranjenost
Zlatovrane žive u toplijim krajevima Starog svijeta. U Africi živi najviše vrsta, a vjeruje se da ova porodica odatle i potiče. Zlatovrana je selica, razmnožava se u Europi i zimuje u Africi, a Eurystomus orientalis se također seli s većine svog areala zimi. Druge vrste su stanarice ili se sele samo djelomično.
Ovo su ptice otvorenih staništa s drvećem ili drugim mjestima odakle se mogu bacati na plijen.

## Opis
Zlatovrane podsjećaju na vrane po veličini i građi, jer su duge 25 do 27 cm. Šarene su poput vodomara i pčelarica, s plavom, ružičastom i smeđom dominantnom bojom. Po morfologiji su slične ostalim pripadnicima reda modrivrana: imaju veliku glavu na kratkom vratu, šareno perje i nejake i kratke noge. Dva unutrašnja prsta stopala su povezana, ali vanjski nije. Slabe noge i stopala imaju odraza na njihovo ponašanje. Ne skaču i ne hodaju po granama i rijetko koriste stopala za nešto drugo osim za odbacivanje za plijenom. Kljun je glomazan. Kraći je i širi kod pripadnika roda Eurystomus. Oni imaju šarene kljunove, dok pripadnici roda Coracias imaju crn kljun. Druge razlike između ta dva roda se ogledaju u dužini krila; zlatovrane roda Eurystomus imaju duža krila od onih iz roda Coracias. 

## Ponašanje

### Razmnožavanje
Zlatovrane su bučne i agresivne kada brane svoj teritorij za gniježđenje. Uljeze napadaju tako što se obrušavaju na njih. Monogamne su i gnijezde se u neobloženoj rupi u drvetu i nesu 2-4 jaja u tropima, a 3-6 u višim predjelima. Ptići se izlegu iz bijelih jaja nakon 17-20 dana, a mladi ostaju u gnijezdu još otprilike 30 dana. Ženka snese jaja u intervalima od jednog dana, tako da ako ne bude dovoljno hrane, preživjet će samo stariji ptić. Ptići su, kao svi čučavci, goluždravi, slijepi i bespomoćni kada se izlegu.

### Ishrana
Zlatovrane roda Coracias sjede i čekaju plijen da prođe. Kada ga uhvate, odnesu ga u kljunu do grane i tu ga pojedu. Jedu razne kopnene kukce, malene kralježnjake poput žaba, guštera, štakora i mladih ptica. Hrane se mnogim životinjama koje drugi grabežljivci izbjegavaju, poput gusjenica, kukaca jarkih boja i zmija.
Zlatovrane roda Eurystomus love u letu. Gutaju bube, zrikavce i druge kukce i drobe ih velikim kljunom i pojedu ih u zraku.

## Taksonomija
Postoji jedanaest vrsta:
- Rod Coracias: 
  - Zlatovrana, Coracias garrulus
  - Coracias abyssinica
  - Coracias caudatus
  - Coracias spatulata
  - Coracias naevia
  - Coracias benghalensis
  - Coracias temminckii
  - Coracias cyanogaster
- Rod Eurystomus: 
  - Eurystomus glaucurus
  - Eurystomus gularis
  - Eurystomus azureus
  - Eurystomus orientalis

Zlatovrane su dobile svoj znanstveni naziv od latinske riječi coracium, što znači "sličan gavranu".

## Drugi projekti
|  | Zajednički poslužitelj ima još gradiva o temi zlatovrane |
|  | Wikivrste imaju podatke o taksonu zlatovranama           |